# Juliana Lima
Juliana Carneiro de Lima, född 15 mars 1982 i Belo Horizonte, är en brasiliansk MMA-utövare som sedan 2014 tävlar i organisationen Ultimate Fighting Championship.